# Karl Fredrik Werner
Karl Fredrik Werner, född den 15 augusti 1830 i Norrköping, död den 7 juni 1905 i Stockholm, var en svensk samlare och biograf.
Werner biträdde i flera år lantdomare och var 1860-95 anställd som kamrerare vid Stockholms stads vattenledningsverk. Resultaten av hans vidsträckta beläsenhet och trägna arkivforskningar kom åtskilliga författare på det litteraturhistoriska och biografiska området till godo i form av värdefulla granskningar och framträdde även i artiklar i Nordisk familjebok, "Finsk tidskrift", "Samlaren", "Historisk tidskrift", 
"Svenska autografsällskapets tidskrift", Svenska litteratursällskapets i Finland "Förhandlingar" med flera. 
Framför allt visade de sig dock i den av honom ombesörjda nya reviderade upplagan av "Svenskt biografiskt lexikons" band 1-8 (1874-76), i hans bidrag till samma lexikons "Ny följd", band VIII (1890), samt i det av honom utgivna 2:a häftet av "Ny följds" band X (1892), som till största delen är författat av honom. Av Werners uppsatser bör särskilt påpekas den utförliga biografin över Gustaf Abraham Silverstolpe i "Några anteckningar om släkten Silfverstolpe" (1884). 
Sina stora och värdefulla samlingar av böcker (historia, kultur-, litteratur-, personhistoria, Stockholmiana), tidningar och tidskrifter, porträtt, urklipp, handskrifter, brev med mera skänkte Werner till Stockholms stadsarkiv. Staden lät 1907 resa en minnesvård på hans grav.